# Emmanuelle Bertrand

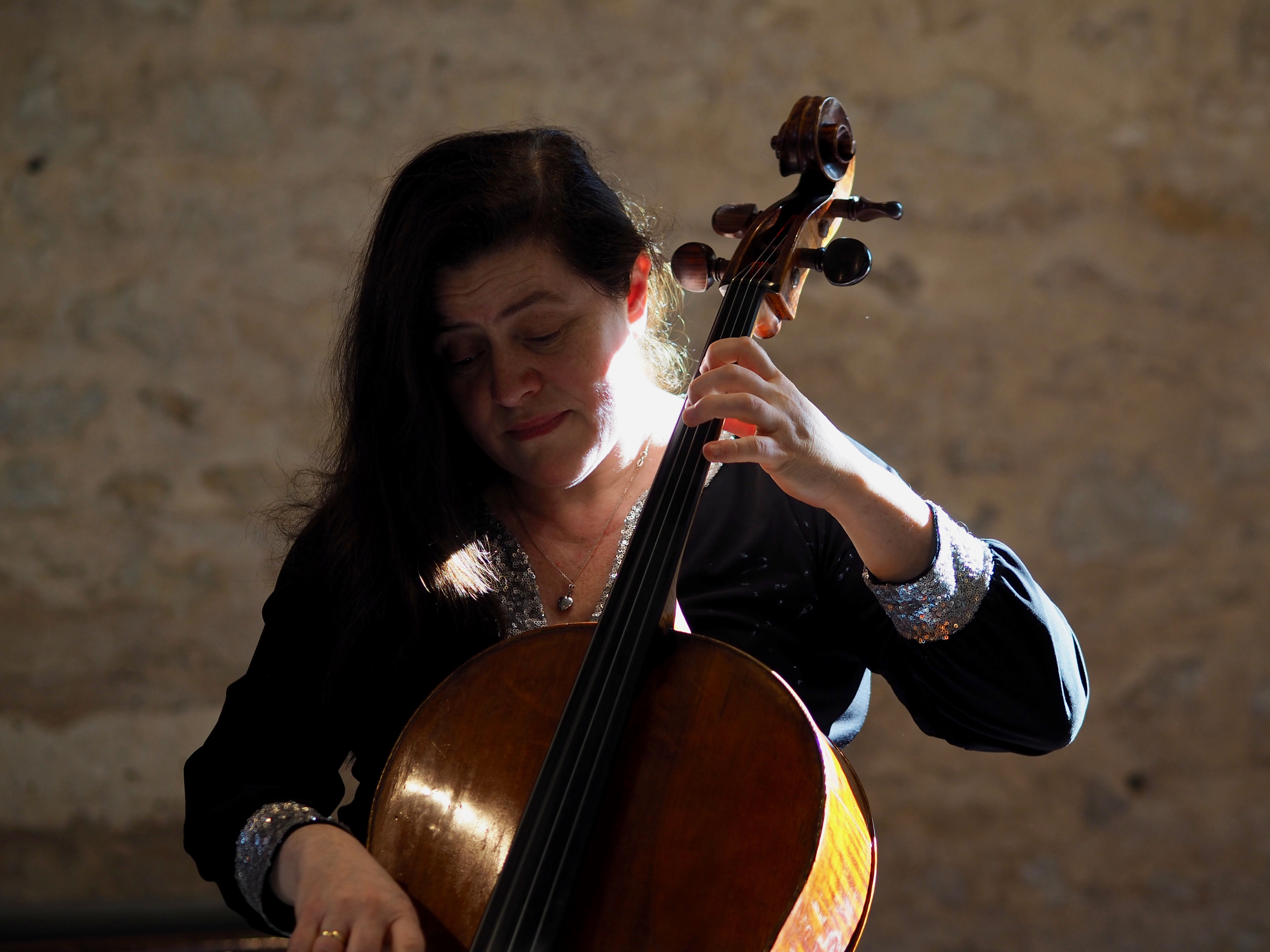
Emmanuelle Bertrand (März 2025)

Emmanuelle Bertrand (* 5. November 1973 in Firminy) ist eine französische, vielfach ausgezeichnete Cellistin. Sie lehrt seit 2012 als Professorin am Pariser Konservatorium.

## Musikalischer und beruflicher Werdegang
Sie studierte Cello bei Jean Deplace und Philippe Muller an den Konservatorien von Lyon und von Paris, gewann zahlreiche Auszeichnungen und internationale Wettbewerbe, wurde 2011 von der Zeitschrift Diapason und den Hörern von France Musique zur „Künstlerin des Jahres“ gewählt. Dreimal wurden ihre Aufnahmen bei Harmonia Mundi mit einem „Goldenen Diapason des Jahres“ ausgezeichnet und zweimal mit dem Preis der deutschen Schallplattenkritik. 2017 verlieh ihr die Académie des Beaux-Arts den renommierten Simone und Cino Del Duca Interpretationspreis. Zweimal wurde sie mit einer Victoire de la musique ausgezeichnet, 2002 als „Instrumentale Entdeckung“ und 2022 als „Instrumentale Solistin des Jahres“. 
Neben den „klassischen“ Werken für Violoncello engagiert sie sich auch sehr für zeitgenössische und avantgardistische Musik. Sie arbeitete u. a. ab 1999 eng mit dem Komponisten Henri Dutilleux zusammen, ist Widmungsträgerin für Werke von Nicolas Bacri, Thierry Escaich, Edith Canat de Chizy, Bernard Cavanna, Janez Matičič, David Lampel, Pascal Amoyel und Benoît Menut. Außerdem brachte sie Chanson pour Pierre Boulez von Luciano Berio zur Welturaufführung.
In dieser Zeit gründete sie auch ein Duo mit ihrem langjährigen Klavier- und Lebenspartner Pascal Amoyel, mit dem sie sowohl vergessene Werke als auch das klassische Repertoire aufführt.
Sie tritt regelmäßig als Solistin auf, u. a. mit dem Luzerner Sinfonieorchester, dem Orchestre symphonique de Montréal, dem Nationalen Sinfonieorchester der Ukraine, dem Staatlichen Sinfonieorchester Moskau, dem BBC National Orchestra of Wales, dem Busan Symphony Orchestra (Korea), dem Symphonieorchester von Quebec, dem Symphonieorchester von Wuhan (China), dem Philharmonischen Orchester von Monte Carlo oder dem Orchestre Philharmonique de Radio France.
Mit ihrer Leidenschaft für die Verbindungen zwischen Musik und Wort arbeitet sie zusammen mit Laurent Terzieff an Texten von Jean-Pierre Siméon. 2005 entwickelte sie gemeinsam mit Pascal Amoyel Le Block 15 über die Geschichte von Anita Lasker-Wallfisch und Szymon Laks, die das KZ Auschwitz überlebt haben; das Stück wurde von Jean Piat inszeniert. 2011 schrieb sie Le Violoncelle de guerre als Hommage an Maurice Maréchal und sein „Kriegscello“ Le Poilou. Beide Stücke wurden auch für das französische Fernsehen adaptiert. Mit dem „Kriegscello“-Programm ging sie bis 2018 abwechselnd mit Didier Sandre, Christophe Malavoy, Francis Perrin, François Marthouret oder Richard Bohringer auf Tournee. 2020 vertraute ihr Robin Renucci die Rolle der Agafia in Gontscharows Oblomow an und bot ihr damit die Möglichkeit, die Rollen der Schauspielerin und der Musikerin zu vereinen.
2008 wurde Bertrand als Professorin für Kammermusik ans Pariser Konservatorium berufen. 2022 wurde sie dort zur Professorin für Cello ernannt. Sie unterrichtet dort Kammermusik und Cello.
2012 übernahm sie die künstlerische Leitung des Internationalen Cello-Festivals Beauvais. Nach dem Festival 2024 übergab sie diese Aufgabe an Diana Ligeti.
Emmanuelle Bertrand spielt ein Violoncello von Carlo Tononi aus dem 18. Jahrhundert.

## Aufnahmen (Auswahl)
- Johannes Brahms, Sonaten & Liebeslieder für Cello und Klavier. Emmanuelle Bertrand, Pascal Amoyel, HMM902329, Juli 2021.
- Johann Sebastian Bach, Cellosuiten BWV 1007-12. Emmanuelle Bertrand, HMM902293.94, September 2019.
- Henri Dutilleux, Cellokonzert “Tout un monde lointain”, Trois strophes sur le nom de Sacher... Emmanuelle Bertrand, Pascal Amoyel, Luzerner Sinfonieorchester, James Gaffigan, HMC902209, November 2015.
- Alkan – Liszt, Werke für Violoncello und Klavier. Emmanuelle Bertrand, Pascal Amoyel, HMA1951758, Juli 2014.
- Dmitri Schostakowitsch, Cellokonzert Nr. 1 op. 107. Emmanuelle Bertrand, Pascal Amoyel, BBC National Orchestra of Wales, Pascal Rophé, HMC902142, März 2013.
- "Le violoncelle parle". Werke für Cello solo von Cassadó, Britten, Amoyel, Kodály. Emmanuelle Bertrand, HMC902078, April 2011.
- Edvard Grieg, Cellosonate op. 36, Lyrische Stücke (Auswahl). Emmanuelle Bertrand, Pascal Amoyel, HMC901986, Oktober 2008.

## Auszeichnungen
- 2002: Victoires de la musique classique, Neuentdeckung Instrumentalkünstlerin des Jahres
- 2004: Chevalier de l’Ordre des Arts et des Lettres
- 2011: Wahl zur Künstlerin des Jahres durch die Zeitschrift Diapason und die Hörer von France Musique
- 2017: Prix d’Interprétation der Pariser Stiftung Simone et Cino Del Duca auf Vorschlag der Académie des Beaux-Arts
- 2022: Victoires de la musique classique, Instrumentalkünstlerin des Jahres (gemeinsam mit Sol Gabetta)